# Aunque me cueste la vida
Aunque me cueste la vida es una telenovela venezolana producida y transmitida por RCTV entre los años 1998 y 1999. Original de los escritores por Salvador Garmendia y Martín Hahn. 
Protagonizada por Roxana Díaz y Carlos Montilla, y con las participaciones antagónicas de Julie Restifo, Franklin Virgüez y Catherine Correia.

## Sinopsis
La trama gira en torno a un noche mágica celebrada en el pueblo natal de Teresa Larrazábal, joven profesional, bella, decidida, cuando por un polvo de estrellas conoce al amor de su vida: Vicente Valbuena, doctor recién llegado al pueblo que oculta su verdadera intención; vengarse de Teófilo Larrazábal, padre de Teresa. Sumando que, Julia hermana de Teresa, también enloquece de amor por Vicente. Por otra parte, Pedro Armando, joven comprometido con el desarrollo del negocio familiar de los Larrazábal, resulta ser medio hermano de Vicente y también quiere ver destruido a Teófilo, todo esto es un plan de venganza tramado por su madre, la enigmática y sensual Bélgica Michelena, amor del pasado de Teófilo, y quien trae consigo este odio contra los Larrazábal.

## Elenco
- Roxana Díaz - Teresa Larrazábal
- Carlos Montilla - Vicente Valbuena Michelena
- Juan Carlos Alarcón - Modesto
- Ricardo Bianchi - Edmundo Berrisveitia
- Catherine Correia - Julia Larrazábal
- Nacarid Escalona - Elida
- Gledys Ibarra - Porcia Larrazábal
- Julie Restifo - Bélgica Michelena
- Carlota Sosa - Blanca
- Winston Vallenilla - Pedro Armando Reverón
- Franklin Virgüez - Don Teófilo Larrazábal
- Dalila Colombo - Martirio Larrazábal
- Luis Gerardo Núñez - Alejandro
- Crisol Carabal - Gitana
- Verónica Ortiz - Tatarabuela Teresa
- Daniel Jiménez - Papagayo
- Margarita Hernández - Virgilia
- Manuel Escolano - Hipólito
- Jennifer Milano - Ana Margarita
- Alfonso Medina - Polonio
- Oswaldo Mago - Evaristo
- Norma Matos - Miranda
- Leopoldo Regnault - Barazarte
- Enrique Izquierdo - Padre Serafino
- Iliana León - Yumaris
- Alexander Espinoza - Yordan
- Leonardo Marrero - Manuel
- Waleska Castillo - Rosaluna
- Johanna Morales - Ana Carolina
- Beatriz Fuentes - (Participación Especial)
- Rodolfo Renwick - Romeo
- Ralph Kinnard - Ditter
- María Luisa Lamata - Ignacia
- Humberto García - Diego
- Dad Dáger - Fani
- Marialejandra Martín - María Candela
- Henry Castañeda - Hermes

## Producción
- Titular de Derechos de Autor de la obra original - Radio Caracas Televisión (RCTV) C.A.
- Producida por - Radio Caracas Televisión C.A.
- Vice-presidente de dramáticos - José Simón Escalona
- Original de - Salvador Garmendia y Martín Hahn
- Escrita por - Salvador Garmendia, Martín Hahn, Annie Van Der Dys, Valentina Saa, José Vicente Quintana
- Dirección general - Olegario Barrera
- Producción ejecutiva - Leonor Sardi Aguilera
- Producción general - Armando Reverón Borges
- Dirección de exteriores - Yuri Delgado, Mateo Manaure
- Producción de exteriores - Hugo Pimentel, Miguel A. Chiquito
- Diseño de vestuario - Gladys Alzuro
- Edición - Tirso Padilla
- Sonido - Franklin Ostos
- Dirección de arte - Tania Pérez
- Escenógrafo de exteriores - Jorge Vieira
- Coordinación - Juan González
- Diseño escenográfico - Carmen De Jacovo
- Música compuesta por - David Montoro
- Montaje musical - Rómulo Gallegos

- Datos: Q1248189